# Liste der Naturdenkmale in Wolfach
| Naturdenkmale | Anzahl |
| ------------- | ------ |
| FND           | 8      |
| END           | 9      |
| Gesamt        | 17     |

Die Liste der Naturdenkmale in Wolfach nennt die verordneten Naturdenkmale (ND) der im baden-württembergischen Ortenaukreis liegenden Stadt Wolfach. In Wolfach gibt es insgesamt siebzehn als Naturdenkmal geschützte Objekte, davon acht flächenhafte Naturdenkmale (FND) und neun Einzelgebilde-Naturdenkmale (END).
Stand: 1. November 2016.

## Flächenhafte Naturdenkmale (FND)
| Name                              | Bild | Kennung     | Einzelheiten | Position | Fläche Hektar | Datum         |
| --------------------------------- | ---- | ----------- | ------------ | -------- | ------------- | ------------- |
| Dohlenbachwasserfall              |      | 83171450001 | Wolfach      | ???      | 0,3           | 29. Aug. 1963 |
| Gneisfelsen „Käpflefelsen“        |      | 83171450013 | Wolfach      | ???      | 0,2           | 29. Aug. 1963 |
| Gneisfelsen „Petrus am Hagenbuch“ |      | 83171450007 | Wolfach      | ???      | 0,2           | 29. Aug. 1963 |
| Gneisfelsen „Rappenfels“          |      | 83171450008 | Wolfach      | ???      | 0,1           | 29. Aug. 1963 |
| Rappensteinfelsen                 |      | 83171450006 | Wolfach      | ???      | 0,2           | 29. Aug. 1963 |
| Salmenfelsen                      |      | 83171450002 | Wolfach      | ???      | 0,2           | 29. Aug. 1963 |
| Talenge: Sulzbachtal              |      | 83171450003 | Wolfach      | ???      | 3,0           | 29. Aug. 1963 |
| Teufelsstein                      |      | 83171450005 | Wolfach      | ???      | 0,1           | 29. Aug. 1963 |
| Legende für Naturdenkmal          |      |             |              |          |               |               |

## Einzelgebilde (END)
| Name                              | Bild | Kennung     | Einzelheiten | Position | Fläche Hektar | Datum         |
| --------------------------------- | ---- | ----------- | ------------ | -------- | ------------- | ------------- |
| Eiche im Gefängnisgarten          |      | 83171450015 | Wolfach      | ???      | 0,0           | 29. Aug. 1963 |
| „Hohe Tanne“ auf dem Hals         |      | 83171450004 | Wolfach      | ???      | 0,0           | 29. Aug. 1963 |
| Jakobslinde                       |      | 83171450009 | Wolfach      | ???      | 0,0           | 29. Aug. 1963 |
| Schloßlinde                       |      | 83171450010 | Wolfach      | ???      | 0,0           | 29. Aug. 1963 |
| Silberpappel                      |      | 83171450012 | Wolfach      | ???      | 0,0           | 29. Aug. 1963 |
| 1 Kastanie                        |      | 83171450017 | Wolfach      | ???      | 0,0           | 14. Nov. 1994 |
| 1 Linde                           |      | 83171450018 | Wolfach      | ???      | 0,0           | 14. Nov. 1994 |
| 2 Linden vor der Bezirkssparkasse |      | 83171450014 | Wolfach      | ???      | 0,0           | 29. Aug. 1963 |
| 2 Roßkastanien beim Gassensteg    |      | 83171450016 | Wolfach      | ???      | 0,0           | 29. Aug. 1963 |
| Legende für Naturdenkmal          |      |             |              |          |               |               |